# 휴스턴 교향악단

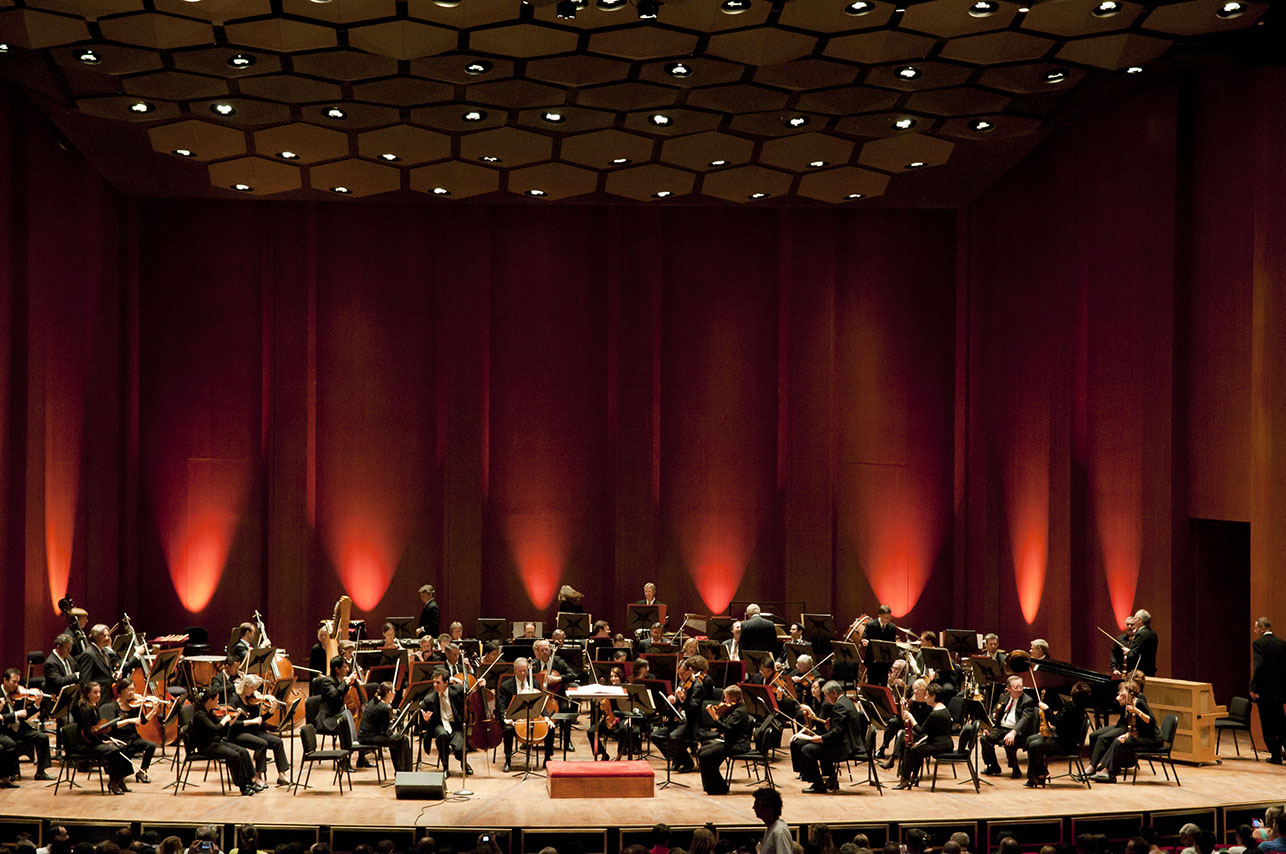

휴스턴 교향악단(Houston Symphony Orchestra, Houston Symphony)은 텍사스주 휴스턴에 위치한, 그래미상을 수상한 오케스트라이다.
1913년 6월 21일에 첫 콘서트와 함께 창립되었다. 댈러스보다 창립은 늦게 되었으나 미국에서 으뜸가는 돈 많은 주(州) 수도(首都)의 체면을 세우고자 메이저 오케스트라로 하려는 지방적 열성이 반영되어 크게 발전하여 주목을 받았다. 특히 1955년에 스토코프스키와 같은 거물 지휘자 레오폴드 스토코프스키를 음악감독으로 맞아들여 화제가 되기도 하였다. 후에는 바르비롤리가 할레 관현악단과 상임을 겸하였다.